# Ron Bontemps
Ronald Yngve Bontemps (Taylorville, 11 de agosto de 1926 – Peoria, 13 de maio de 2017) foi um basquetebolista estadunidense que integrou a Seleção Estadunidense na conquista da Medalha de Ouro disputada nos XV Jogos Olímpicos de Verão em 1952 realizados em Helsínquia na Finlândia.